# Bishop's Stortford FC
Bishop's Stortford FC (celým názvem: Bishop's Stortford Football Club) je anglický fotbalový klub, který sídlí ve městě Bishop's Stortford v nemetropolitním hrabství Hertfordshire. Založen byl v roce 1874. Od sezóny 2018/19 hraje v Isthmian League Premier Division (7. nejvyšší soutěž). Klubové barvy jsou modrá a bílá.
Své domácí zápasy odehrává na stadionu Woodside Park s kapacitou 4 525 diváků.

## Získané trofeje
- FA Amateur Cup ( 1× )
  - 1973/74
- FA Trophy ( 1× )
  - 1980/81
- Herts Senior Cup ( 12× )
  - 1932/33, 1958/59, 1959/60, 1963/64, 1970/71, 1972/73, 1973/74, 1975/76, 1986/87, 2005/06, 2009/10, 2011/12

## Úspěchy v domácích pohárech
Zdroj: 
- FA Cup
  - 3. kolo: 1982/83
- FA Amateur Cup
  - Vítěz: 1973/74
- FA Trophy
  - Vítěz: 1980/81

## Umístění v jednotlivých sezonách
Stručný přehled
Zdroj: 
- 1921–1923: Herts County League (North & Eastern Division)
- 1923–1925: Herts County League
- 1927–1928: Herts County League
- 1951–1963: Delphian League
- 1963–1965: Athenian League (Division Two)
- 1965–1966: Athenian League (Division One)
- 1966–1971: Athenian League (Premier Division)
- 1971–1973: Isthmian League
- 1973–1977: Isthmian League (First Division)
- 1977–1978: Isthmian League (Premier Division)
- 1978–1981: Isthmian League (First Division)
- 1981–1992: Isthmian League (Premier Division)
- 1992–1994: Isthmian League (First Division)
- 1994–1999: Isthmian League (Premier Division)
- 1999–2002: Isthmian League (First Division)
- 2002–2004: Isthmian League (Premier Division)
- 2004–2011: Conference South
- 2011–2013: Conference North
- 2013–2015: Conference South
- 2015–2017: National League South
- 2017–2018: Southern Football League (Premier Division)
- 2018–2023: Isthmian League (Premier Division)
- 2023–: National League South

Jednotlivé ročníky
Zdroj: 
Legenda: Z - zápasy, V - výhry, R - remízy, P - porážky, VG - vstřelené góly, OG - obdržené góly, +/- - rozdíl skóre, B - body, červené podbarvení - sestup, zelené podbarvení - postup, fialové podbarvení - reorganizace, změna skupiny či soutěže
| Sezóny  | Liga                                        | Úroveň | Z  | V  | R  | P  | VG | OG  | +/- | B  | Pozice |
| ------- | ------------------------------------------- | ------ | -- | -- | -- | -- | -- | --- | --- | -- | ------ |
| 2009/10 | Conference South                            | 6      | 42 | 12 | 11 | 19 | 48 | 59  | -11 | 47 | 18.    |
| 2010/11 | Conference South                            | 6      | 42 | 13 | 6  | 23 | 48 | 79  | -31 | 45 | 16.    |
| 2011/12 | Conference North                            | 6      | 42 | 17 | 7  | 18 | 70 | 75  | -5  | 58 | 10.    |
| 2012/13 | Conference North                            | 6      | 42 | 12 | 13 | 17 | 58 | 74  | -16 | 49 | 17.    |
| 2013/14 | Conference South                            | 6      | 42 | 13 | 13 | 16 | 63 | 68  | -5  | 52 | 15.    |
| 2014/15 | Conference South                            | 6      | 40 | 12 | 10 | 18 | 55 | 69  | -14 | 46 | 16.    |
| 2015/16 | National League South                       | 6      | 42 | 15 | 10 | 17 | 56 | 63  | -7  | 55 | 11.    |
| 2016/17 | National League South                       | 6      | 42 | 8  | 3  | 31 | 29 | 104 | -75 | 27 | 21.    |
| 2017/18 | Southern Football League (Premier Division) | 7      | 46 | 14 | 10 | 22 | 74 | 79  | -5  | 52 | 18.    |
| 2018/19 | Isthmian League (Premier Division)          | 7      | 42 | 20 | 7  | 15 | 70 | 57  | +13 | 67 | 7.     |
| 2019/20 | Isthmian League (Premier Division)          | 7      | 32 | 8  | 4  | 20 | 37 | 63  | -26 | 28 | 17.    |
| 2020/21 | Isthmian League (Premier Division)          | 7      | 6  | 4  | 2  | 0  | 13 | 5   | +8  | 14 | 7.     |
| 2021/22 | Isthmian League (Premier Division)          | 7      | 42 | 25 | 12 | 5  | 89 | 33  | +56 | 87 | 2.     |
| 2022/23 | Isthmian League (Premier Division)          | 7      | 42 | 27 | 7  | 8  | 75 | 33  | +42 | 88 | 1.     |